# Renate Möhrmann
Renate Möhrmann, geborene Hammond-Norden (* 26. August 1934 in Hamburg), ist eine deutsche Theater-, Film- und Fernsehwissenschaftlerin und ehemalige Abgeordnete des Landtags von Nordrhein-Westfalen (CDU). Die emeritierte Professorin an der Universität zu Köln gilt als Vertreterin der Feministischen Literatur- und Medienwissenschaft. Seit 2006 ist sie auch als Romanautorin hervorgetreten.

## Leben
Renate Möhrmann, Tochter von Erna Hammond-Norden, geborene Michel, und dem Schriftsteller Wilhelm Hammond-Norden, studierte an den Universitäten in Hamburg und in Lyon, sowie der City University of New York Germanistik, Romanistik, Philosophie und Medienwissenschaften. Von 1957 bis 1958 war sie Assistentin an der Ecole normale d’Institutrices in Châlons sur Marne und von 1958 bis 1967 war sie an der Privaten Sprachenschule in Hamburg. Ebenfalls als Assistentin war sie 1968 bis 1970 der City University von New York. Im Jahr 1972 erfolgte ihre Promotion zum Dr. phil., 1976 die Habilitation. Sie heiratete den promovierten Diplomkaufmann Dieter G. Möhrmann (* 1931, in London Mitglied der Geschäftsleitung von Raab Karcher und Chairman der Firma John Hudson); aus der Ehe gingen zwei Kinder (Malte und Ulrike) hervor. Von 1973 bis 1977 war sie als Akademische Rätin bzw. Oberrätin an der Universität Duisburg tätig. Anschließend wurde sie 1977 als Professorin für Theater-, Film- und Fernsehwissenschaft an die Universität zu Köln berufen, wo sie bis zu ihrer Emeritierung 1999, mit Unterbrechung durch Beurlaubung während ihres politischen Mandats von 1990 bis 1995, lehrte. Gastprofessuren nahm sie an der Universität Toronto (Kanada) sowie am Middlebury College im US-Bundesstaat Vermont wahr.
Im Jahr 1990 gehörte Möhrmann zu einer Gruppe von politischen „Quereinsteigern“ – darunter auch der Dressurreiter Reiner Klimke –, die auf Initiative des damaligen Vorsitzenden der CDU Nordrhein-Westfalen, Norbert Blüm, sichere Plätze auf der Liste der CDU für die Landtagswahl 1990 erhielten und in den Landtag einzogen. Möhrmann war erst im November 1989, nachdem sie das Angebot für das Mandat erhalten hatte, der CDU beigetreten. In der Folge war sie auch Stellvertretende Vorsitzende des CDU-Stadtverbandes Köln und Mitglied des CDU-Landesvorstandes in Nordrhein-Westfalen. Ferner gehörte sie bis 1993 als Vertreterin des NRW-Landtags dem Rundfunkrat des WDR sowie als Vertreterin der WDR mediagroup bis 1994 dem Aufsichtsrat der Bavaria Film GmbH an.

## Wirken
Möhrmanns Habilitationsschrift, die sich mit Schriftstellerinnen im Vormärz beschäftigte, wird von ihrem Buchverlag als „erste feministische Habilitationsschrift der Bundesrepublik“ bezeichnet. Seither bildete die Beschäftigung mit der Rolle der Frau in der Gesellschaft, der Kunst und den Medien einen wesentlichen Schwerpunkt ihrer wissenschaftlichen und publizistischen Arbeit. Innerhalb des Spektrums der feministischen Wissenschaft vertritt Möhrmann dabei den Standpunkt der „klassischen“ Frauenforschung, im Unterschied etwa zur postmodernen Gendertheorie, wie sie zum Beispiel von Judith Butler vertreten wird.
Nach ihrer Emeritierung begann Möhrmann, sich als Romanautorin zu betätigen. Auch dabei widmete sie sich dem Thema der Frauenschicksale.

## Werke (Auswahl)

### Wissenschaftliche Schriften

#### Monographien
- Der vereinsamte Mensch. Studien zum Wandel des Einsamkeitsmotivs im Roman von Raabe bis Musil. 1974.
- Die andere Frau. Emanzipationsansätze deutscher Schriftstellerinnen im Vorfeld der Achtundvierziger-Revolution. Metzler, Stuttgart 1977, ISBN 3-476-00353-1 (Buchausgabe der Habilitationsschrift).
- Die Frau mit der Kamera. Filmemacherinnen in der Bundesrepublik Deutschland. Situation, Perspektiven, 10 exemplarische Lebensläufe. Hanser, München/Wien 1980, ISBN 3-446-13160-4.

#### Als Herausgeberin
- Frauenemanzipation im deutschen Vormärz. Texte und Dokumente. 1978.
- Reihe Studien zu Theater, Film und Fernsehen. 1982.
- mit Hiltrud Gnüg: Frauen – Literatur – Geschichte. Stuttgart 1985.
- mit Norbert Jaron und Hedwig Müller: Berlin – Theater der Jahrhundertwende. Bühnengeschichte der Reichshauptstadt im Spiegel der Kritik (1889–1914). Niemeyer, Tübingen 1986, ISBN 3-484-10493-7.
- unter Mitarbeit von Barbara Mrytz: Verklärt, verkitscht, vergessen. Die Mutter als ästhetische Figur. Metzler, Stuttgart/Weimar 1996, ISBN 3-476-01302-2.
- unter Mitarbeit durch Nadja Urbani: rebellisch – verzweifelt – infam. Das böse Mädchen als ästhetische Figur. Aisthesis Verlag, Bielefeld 2012, ISBN 978-3-89528-875-3 (Inhaltsverzeichnis).

### Romane
- Melusine. Schenk, Passau 2006, ISBN 978-3-939337-28-7.
- Antonia und Sarah. Schenk, Passau 2007, ISBN 978-3-939337-40-9.